# خرامس‌برخن
خرامس‌برخن (به هلندی: Gramsbergen) یک منطقهٔ مسکونی در هلند است که در Hardenberg واقع شده‌است. خرامس‌برخن ۳٬۱۰۳ نفر جمعیت دارد.